# Абарин, Борис Константинович
Борис Константинович Абарин (21 июня 1918, станица Ярославская (ныне Мостовского района Краснодарского края) — 1998, Москва) — советский военный лётчик и военачальник, генерал-майор авиации (1961).

## Биография
Жил и учился в Майкопе. Подростком стал работать на комбинате «Лесомебель», поступил учиться в Майкопский аэроклуб имени Громова и успешно окончил его. В 1938 году был призван в ряды РККА и направлен в военно-морское Ейское лётное училище.
После начала Великой Отечественной войны, воевал в составе 2-й эскадрильи 7-го истребительного авиационного полка 62-й авиационной бригады ВВС Черноморского флота.
5 июня 1942 года старший лейтенант Б. Абарин одержал первую победу, сбив немецкий самолёт на подступах к Новороссийску. 3 августа 1942 года в неравном бою с пятью Ме-109 подбил один самолёт.
К маю 1944 года командир 1-й эскадрильи 7-го истребительного авиационного полка 4-й авиационной дивизии ВВС Черноморского флота капитан Б. К. Абарин совершил около 220 боевых вылетов, провёл около 20 воздушных боёв, в которых сбил 4 самолёта противника, один из которых был «Юнкерс-52» с вражеским командованием на борту, летевший из Севастополя и 1 подбил.
После окончания войны Б. Абарин был оставлен в рядах Советской армии. Командовал эскадрильей, полком, соединением. 
Окончил Военно-Воздушную академию имени Н. Е. Жуковского. В 1956 году окончил Военно-морскую академию имени К.Е. Ворошилова.
9 июня 1961 года присвоено воинское звание генерал-майор авиации.
В отставке с 26 июля 1967 года.
Жил в Симферополе, затем в Москве. 
Скончался в 1998 году в Москве. Похоронен на Троекуровском кладбище.

## Награды
- орден Красного Знамени (трижды),
- орден Отечественной войны I степени,
- орден Отечественной войны II степени,
- орден Красной Звезды,
- медали СССР